# Ena Gregory
Pour l’article homonyme, voir Gregory.
Ena Gregory (18 avril 1907 - 13 juin 1993) est une actrice australo-américaine du cinéma muet américain qui a atteint la gloire dans les années 1920 à Hollywood. Elle est souvent créditée au générique sous le nom de Marian Douglas.

## Enfance
Née 'Laguna Beach de Arthur - homme d'affaires -  et Jessie Gregory à Sydney en Australia en 1907, elle grandit à Manly en Australie. Alors enfant, elle chante, danse et joue la comédie, interprétant des rôles d'enfants lors de spectacles organisés par J. C. Williamson et pour les films comme Eyes of Youth  en 1918,. La famille s'installe vers 1920, en Californie.

## Carrière à Hollywood

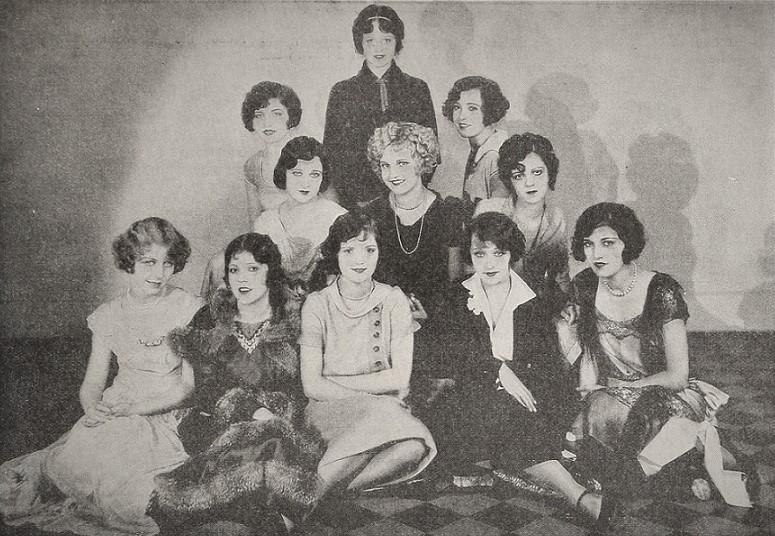
WAMPAS baby stars de 1925, avec Ena Gregory, la blonde au centre de la pyramide.

Elle signe d'abord avec Hollywood pour des petits rôles muets d’ingénues dans les studios de Universal Pictures comme The Bull Thrower, Lion's Jaws and Kitten's Paws en 1920, et The Whizbang en 1921. Blonde attractive, elle joue dans les comédies de Hal Roach et pour la First National Pictures. Elle passe en tout cinq années à interpréter des rôles comiques avant de se voir proposer des rôles dramatiques. En 1924, elle est l'actrice vedette de Independent Pictures Corporation et joue dans Jack le centaure (en) (The Calgary Stampede) en 1925. Nommée une des treize actrices des WAMPAS Baby Stars de l'année 1925 , elle joue  aux côtés de Hoot Gibson  dans The Chip of the Flying U en 1926.  Elle est retenue pour donner la réplique à Jack Hoxie pour deux films.

## Changement de nom
Perdant des occasions de films essentiellement en raison de sa santé précaire, elle décide de consulter un voyant d'Hollywood nommé Dareos qui lui suggère de changer de nom. Celui-ci devra être constitué à partir des syllabes des noms de Mary Pickford et de Douglas Fairbanks. Ce sera Marian Douglas. Son premier film sous son nouveau nom sera The Shepherd of the Hills en 1928. Elle continuera à interpréter des rôles dans des films jusqu'en 1931, comme  Twisted Tales, Three Wise Clucks, Aloha et Beach Pajamas en 1931.

## Vie privée
Ena Gregory épouse le réalisateur Albert S. Rogell en 1931 mais divorce en août 1934 après un procès dont le jugement lui accorde une pension alimentaire mensuelle de 300 US dollar versée par son ex-mari. Elle épouse ensuite le Dr Frank Nolan, le 5 novembre 1937 mais séparée en mai 1938, elle obtient le divorce en juillet 1939.
En octobre 1927, elle engage la procédure d'obtention de la naturalisation américaine. Retraitée de l’industrie du cinéma, elle devient un agent de l’État performant à  Laguna Beach .
Ena Gregory décède à Laguna Beach en 1993, à l'âge de 86 ans.

## Filmographie partielle
- 1919 : Eyes of Youth  d'Albert Parker
- 1920 : The Bull Thrower  de J.A. Howe
- 1920 : Lion's Jaws and Kitten's Paws  de William Watson (réalisateur)
- 1921 : The Whizbang  de Fred Hibbard
- 1923 : In the palace of the King avec Charley Chase  d'Emmett J. Flynn
- 1923 : Uncensored Movies de Roy Clements
- 1923 : Le Héros de l'Alaska (The Soilers) de Ralph Ceder
- 1924 : Short Kilts avec Stan Laurel  de George Jeske
- 1924 : Wide Open Spaces de George Jeske, avec Stan Laurel
- 1924 : Folly of Vanity   de Maurice Elvey et Henry Otto
- 1925 : Jack le centaure (en) (The Calgary Stampede) d'Herbert Blaché
- 1925 : The Desert Flower d'Irving Cummings
- 1926 : Red Hot Leather   d'Albert S. Rogell
- 1926 : The Chip of the Flying Ur  de  Lynn Reynolds
- 1926 : Doubling with Danger   de  Scott R. Dunlap
- 1926 : The Better Man   de  Scott R. Dunlap
- 1927 : Blazing Days   de William Wyler
- 1927 : The Rose of Kildare  de  Dallas M. Fitzgerald
- 1927 : Le Chanteur de jazz (The Jazz Singer) d'Alan Crosland
- 1928 : The Bushranger  de  Chester Withey
- 1928 : Le Pâtre des collines (The Shepherd of the Hills) d'Albert S. Rogell
- 1929 : Sioux Blood  de John Waters
- 1929 : Son Altesse Royale (Double Whoopee) de Lewis R. Foster
- 1931 : Twisted Tales  de Wallace Fox
- 1931 : Three Wise Clucks,  de Wallace Fox
- 1931 : La Danseuse des dieux (Aloha) d'Albert S. Rogell : Elaine Marvin
- 1931 : Beach Pajamas de Roscoe Arbuckle, sous le pseudonyme de William Goodrich

## Distinctions
- Nommée une des treize WAMPAS Baby Stars de 1925.

### Ouvrages
- (en) George A. Katchmer, A Biographical Dictionary of Silent Film Western Actors and Actresses, McFarland & Co, 2011 (ISBN 0786407638), p. 142.